# Handball-Europameisterschaft der Männer 2014
Die 11. Handball-Europameisterschaft der Männer fand vom 12. bis 26. Januar 2014 in Dänemark statt. Veranstalter war die Europäische Handballföderation (EHF) und Schirmherr der dänische Kronprinz Frederik. Im Finale ging zum dritten Mal nach 2006 und 2010 das französische Team als Sieger hervor. Vor 14.000 Zuschauern in der Jyske Bank Boxen in Herning bezwang Frankreich die gastgebende dänische Mannschaft deutlich mit 41:32.

## Ausrichter
Der 10. Kongress der Europäischen Handballföderation vergab die Veranstaltung während seiner Sitzung am 25. September 2010 in Kopenhagen an den Dänischen Handballverband. Die Kandidatur setzte sich in der letzten Abstimmung mit 24:22 Stimmen bei einer Enthaltung gegen die gemeinsame Bewerbung Kroatiens und Ungarns durch.

## Hallen
Als Schauplätze der Veranstaltung wurden folgende Hallen genutzt:
| Aalborg                | Aarhus                  | Brøndby                                             | Herning                        |
| Gigantium 4.600 Plätze | NRGi Arena 5.000 Plätze | Brøndby Hallen 5.600 Plätze, davon 4.400 Sitzplätze | Jyske Bank Boxen 14.000 Plätze |
|                        |                         |                                                     |                                |

## Teilnehmer
Von den 16 teilnehmenden Mannschaften ist die dänische Mannschaft als Gastgeber direkt qualifiziert.
Als Teilnehmer stehen folgende Mannschaften fest:
| Land           | Qualifiziert als        | Datum der Qualifikation | Bisherige Teilnahmen an Europameisterschaften                   | Titel                      |
| -------------- | ----------------------- | ----------------------- | --------------------------------------------------------------- | -------------------------- |
| Dänemark       | Gastgeber               | 25. September 2010      | 09 (1994, 1996, 2000, 2002, 2004, 2006, 2008, 2010, 2012)       | 2 (2008, 2012)             |
| Frankreich     | Gruppensieger Gruppe 3  | 6. April 2013           | 10 (1994, 1996, 1998, 2000, 2002, 2004, 2006, 2008, 2010, 2012) | 2 (2006, 2010)             |
| Spanien        | Gruppensieger Gruppe 1  | 7. April 2013           | 10 (1994, 1996, 1998, 2000, 2002, 2004, 2006, 2008, 2010, 2012) |                            |
| Island         | Gruppensieger Gruppe 6  | 7. April 2013           | 07 (2000, 2002, 2004, 2006, 2008, 2010, 2012)                   |                            |
| Montenegro     | Gruppenzweiter Gruppe 2 | 12. Juni 2013           | 01 (2008)                                                       |                            |
| Norwegen       | Gruppenzweiter Gruppe 3 | 12. Juni 2013           | 10 (1994, 1996, 1998, 2000, 2002, 2004, 2006, 2008, 2010, 2012) |                            |
| Ungarn         | Gruppenzweiter Gruppe 4 | 12. Juni 2013           | 08 (1994, 1996, 1998, 2004, 2006, 2008, 2010, 2012)             |                            |
| Kroatien       | Gruppensieger Gruppe 4  | 12. Juni 2013           | 10 (1994, 1996, 1998, 2000, 2002, 2004, 2006, 2008, 2010, 2012) |                            |
| Polen          | Gruppenzweiter Gruppe 5 | 12. Juni 2013           | 06 (2002, 2004, 2006, 2008, 2010, 2012)                         |                            |
| Schweden       | Gruppensieger Gruppe 5  | 12. Juni 2013           | 08 (1994, 1998, 2000, 2002, 2004, 2008, 2010, 2012)             | 4 (1994, 1998, 2000, 2002) |
| Tschechien     | Gruppensieger Gruppe 2  | 15. Juni 2013           | 03 (1996, 2010, 2012)                                           |                            |
| Nordmazedonien | Gruppenzweiter Gruppe 1 | 16. Juni 2013           | 02 (1998, 2012)                                                 |                            |
| Belarus        | Gruppenzweiter Gruppe 6 | 16. Juni 2013           | 02 (1994, 2008)                                                 |                            |
| Serbien        | Gruppensieger Gruppe 7  | 16. Juni 2013           | 04 (2004, 2006, 2010, 2012)                                     |                            |
| Österreich     | Gruppenzweiter Gruppe 7 | 16. Juni 2013           | 01 (2010)                                                       |                            |
| Russland       | bester Gruppendritter   | 16. Juni 2013           | 10 (1994, 1996, 1998, 2000, 2002, 2004, 2006, 2008, 2010, 2012) | 1 (1996)                   |

## Gruppenauslosung

Handball-Europameisterschaft 2014.

Die Auslosung der Vorrundengruppen der XI. Handball-Europameisterschaft 2014 fand am 21. Juni 2013 in Herning statt.

Von den 16 qualifizierten Mannschaften wurden vier gesetzt:
- Dänemark auf Gruppenplatz 1 in Gruppe A
- Norwegen auf Gruppenplatz 4 in Gruppe B
- Frankreich auf Gruppenplatz 2 in Gruppe C
- Schweden auf Gruppenplatz 2 in Gruppe D

Die 12 verbleibenden Mannschaften wurden entsprechend ihrem Abschneiden in der Qualifikation so auf vier Töpfe verteilt, dass sie den restlichen Gruppenplätzen zugelost werden können.
| Gruppen- platz 1 |                | Serbien | Kroatien   | Spanien  |
| Gruppen- platz 2 | Tschechien     | Island  |            |          |
| Gruppen- platz 3 | Nordmazedonien | Belarus | Ungarn     | Polen    |
| Gruppen- platz 4 | Österreich     |         | Montenegro | Russland |

Die Auslosung ergab dann folgende Gruppen:
| Gruppe A Herning   | Gruppe B Aalborg   | Gruppe C Aarhus      | Gruppe D Brøndby   |
| ------------------ | ------------------ | -------------------- | ------------------ |
| Dänemark (gesetzt) | Spanien            | Serbien              | Kroatien           |
| Tschechien         | Island             | Frankreich (gesetzt) | Schweden (gesetzt) |
| Nordmazedonien     | Ungarn             | Polen                | Belarus            |
| Österreich         | Norwegen (gesetzt) | Russland             | Montenegro         |

## Vorrunde
In der Vorrunde spielte jede Mannschaft einer Gruppe einmal gegen jedes andere Team in der gleichen Gruppe. Die jeweils besten drei Mannschaften jeder Gruppe qualifizierten sich für die Hauptrunde, die Gruppenvierten schieden aus dem Turnier aus.
| Farbe | Bedeutung                                      |
| ----- | ---------------------------------------------- |
|       | Tabellenplatz qualifiziert für die Hauptrunde  |
|       | Mannschaft ist für die Hauptrunde qualifiziert |
|       | Mannschaft ist ausgeschieden                   |

### Gruppe A
Die Spiele der Gruppe A wurden in der Jyske Bank Boxen in Herning ausgetragen.
| Pl. | Team       | Sp. | S | U | N | Tore  | Diff. | Pkt. |
| --- | ---------- | --- | - | - | - | ----- | ----- | ---- |
| 1.  | Dänemark   | 3   | 3 | 0 | 0 | 95:79 | +16   | 6    |
| 2.  | Mazedonien | 3   | 1 | 1 | 1 | 67:74 | −07   | 3    |
| 3.  | Österreich | 3   | 1 | 0 | 2 | 80:75 | +05   | 2    |
| 4.  | Tschechien | 3   | 0 | 1 | 2 | 73:87 | −14   | 1    |

### Gruppe B
Die Spiele der Gruppe B wurden im Gigantium in Aalborg ausgetragen.
| Pl. | Team     | Sp. | S | U | N | Tore  | Diff. | Pkt. |
| --- | -------- | --- | - | - | - | ----- | ----- | ---- |
| 1.  | Spanien  | 3   | 3 | 0 | 0 | 94:80 | +14   | 6    |
| 2.  | Island   | 3   | 1 | 1 | 1 | 86:86 | 0     | 3    |
| 3.  | Ungarn   | 3   | 0 | 2 | 1 | 80:87 | −07   | 2    |
| 4.  | Norwegen | 3   | 0 | 1 | 2 | 77:84 | −07   | 1    |

### Gruppe C
Die Spiele der Gruppe C wurden in der NRGi Arena in Aarhus ausgetragen.
| Pl. | Team       | Sp. | S | U | N | Tore  | Diff. | Pkt. |
| --- | ---------- | --- | - | - | - | ----- | ----- | ---- |
| 1.  | Frankreich | 3   | 3 | 0 | 0 | 94:83 | +11   | 6    |
| 2.  | Polen      | 3   | 1 | 0 | 2 | 70:70 | ±0    | 2    |
| 3.  | Russland   | 3   | 1 | 0 | 2 | 77:84 | −07   | 2    |
| 4.  | Serbien    | 3   | 1 | 0 | 2 | 73:77 | −04   | 2    |

### Gruppe D
Die Spiele der Gruppe D wurden in der Brøndby Hallen in Brøndby (bei Kopenhagen) ausgetragen.
| Pl. | Team       | Sp. | S | U | N | Tore  | Diff. | Pkt. |
| --- | ---------- | --- | - | - | - | ----- | ----- | ---- |
| 1.  | Kroatien   | 3   | 3 | 0 | 0 | 85:68 | +17   | 6    |
| 2.  | Schweden   | 3   | 2 | 0 | 1 | 82:68 | +14   | 4    |
| 3.  | Belarus    | 3   | 1 | 0 | 2 | 73:86 | −13   | 2    |
| 4.  | Montenegro | 3   | 0 | 0 | 3 | 66:84 | −18   | 0    |

## Hauptrunde
In der Hauptrunde spielen die drei besten Mannschaften der Vorrundengruppen A und B in der Gruppe I und die drei besten Mannschaften der Gruppen C und D in der Gruppe II, wobei jede Mannschaft nur gegen die drei Teams der anderen Vorrundengruppe spielt; die Ergebnisse gegen die beiden Mannschaften aus der eigenen Vorrundengruppe werden in die Hauptrunde mitgenommen. Die beiden besten Mannschaften jeder Hauptrundengruppe qualifizieren sich für das Halbfinale, die beiden Gruppendritten für das Spiel um Platz 5.
Bei Punktegleichstand entscheidet der direkte Vergleich zwischen den punktgleichen Mannschaften.
| Farbe | Bedeutung                                           |
| ----- | --------------------------------------------------- |
|       | Tabellenplatz qualifiziert für das Halbfinale       |
|       | Tabellenplatz qualifiziert für das Spiel um Platz 5 |
|       | Mannschaft ist ausgeschieden                        |

### Gruppe I
Alle Spiele der Gruppe I werden vom 18. bis 22. Januar 2014 in der Jyske Bank Boxen in Herning ausgetragen.
| Pl. | Team           | Sp. | S | U | N | Tore    | Diff. | Pkt. |
| --- | -------------- | --- | - | - | - | ------- | ----- | ---- |
| 1.  | Dänemark       | 5   | 5 | 0 | 0 | 153:125 | +28   | 10   |
| 2.  | Spanien        | 5   | 4 | 0 | 1 | 156:135 | +21   | 08   |
| 3.  | Island         | 5   | 2 | 1 | 2 | 140:146 | −06   | 05   |
| 4.  | Ungarn         | 5   | 1 | 1 | 3 | 133:139 | −06   | 03   |
| 5.  | Nordmazedonien | 5   | 1 | 0 | 4 | 117:143 | −26   | 02   |
| 6.  | Österreich     | 5   | 1 | 0 | 4 | 129:140 | −11   | 02   |

### Gruppe II
Alle Spiele der Gruppe II werden vom 19. bis 22. Januar 2014 in der NRGi Arena in Aarhus ausgetragen.
| Pl. | Team       | Sp. | S | U | N | Tore    | Diff. | Pkt. |
| --- | ---------- | --- | - | - | - | ------- | ----- | ---- |
| 1.  | Frankreich | 5   | 4 | 0 | 1 | 157:140 | +17   | 8    |
| 2.  | Kroatien   | 5   | 4 | 0 | 1 | 147:126 | +21   | 8    |
| 3.  | Polen      | 5   | 3 | 0 | 2 | 145:136 | +09   | 6    |
| 4.  | Schweden   | 5   | 3 | 0 | 2 | 138:137 | +01   | 6    |
| 5.  | Russland   | 5   | 1 | 0 | 4 | 141:154 | −13   | 2    |
| 6.  | Belarus    | 5   | 0 | 0 | 5 | 137:172 | −35   | 0    |

## Finalspiele
Die Ränge 7 bis 16 ergeben sich aus den Gruppenplatzierungen und werden, anders als bei Weltmeisterschaften, nicht einzeln ausgespielt.

### Spiel um Platz 5
| 24. Januar 2014 | 24. Januar 2014 | 24. Januar 2014 | 24. Januar 2014 | 24. Januar 2014 |
| --------------- | --- | --- | --- | --- |
| 16:00 Uhr       | Island | – | Polen | 28:27 (13:16) |
| Tore:           | Kristjánsson 2, Hallgrímsson 2, Ólafsson 1, Guðjónsson 8, S. Gunarsson 8, A. Gunnarsson 1, Kárason 6, Sigurmannsson 2, Jónsson 5 / Jaszka 3, Lijewski 4, Kuchczynski 5, Bielecki 3, Wiśniewski 4, M. Jurecki 3, Syprzak 4, Szyba 1, | Kristjánsson 2, Hallgrímsson 2, Ólafsson 1, Guðjónsson 8, S. Gunarsson 8, A. Gunnarsson 1, Kárason 6, Sigurmannsson 2, Jónsson 5 / Jaszka 3, Lijewski 4, Kuchczynski 5, Bielecki 3, Wiśniewski 4, M. Jurecki 3, Syprzak 4, Szyba 1, | Kristjánsson 2, Hallgrímsson 2, Ólafsson 1, Guðjónsson 8, S. Gunarsson 8, A. Gunnarsson 1, Kárason 6, Sigurmannsson 2, Jónsson 5 / Jaszka 3, Lijewski 4, Kuchczynski 5, Bielecki 3, Wiśniewski 4, M. Jurecki 3, Syprzak 4, Szyba 1, | Kristjánsson 2, Hallgrímsson 2, Ólafsson 1, Guðjónsson 8, S. Gunarsson 8, A. Gunnarsson 1, Kárason 6, Sigurmannsson 2, Jónsson 5 / Jaszka 3, Lijewski 4, Kuchczynski 5, Bielecki 3, Wiśniewski 4, M. Jurecki 3, Syprzak 4, Szyba 1, |
|                 | 9.000 Zuschauer – Schiedsrichter: Načevski, Nikolov | | | |

### Halbfinale
Das Spiel um Platz 5 und beide Halbfinalspiele werden am 24. Januar 2014 in der Jyske Bank Boxen in Herning ausgetragen.
| 24. Januar 2014 | 24. Januar 2014 | 24. Januar 2014 | 24. Januar 2014 | 24. Januar 2014 |
| --------------- | --- | --- | --- | --- |
| 18:30 Uhr       | Frankreich | – | Spanien | 30:27 (12:14) |
| Tore:           | Narcisse 5, Joli 1, N. Karabatić 1, Abalo 8, Sorhaindo 2, Guigou 5, Porte 7 / Maqueda 2, Tomás 2, Entrerríos 4, Aguinagalde 5, Ugalde 1, Cañellas 10, Morros De Argila 1, García 1, Rivera 1                         | Narcisse 5, Joli 1, N. Karabatić 1, Abalo 8, Sorhaindo 2, Guigou 5, Porte 7 / Maqueda 2, Tomás 2, Entrerríos 4, Aguinagalde 5, Ugalde 1, Cañellas 10, Morros De Argila 1, García 1, Rivera 1                         | Narcisse 5, Joli 1, N. Karabatić 1, Abalo 8, Sorhaindo 2, Guigou 5, Porte 7 / Maqueda 2, Tomás 2, Entrerríos 4, Aguinagalde 5, Ugalde 1, Cañellas 10, Morros De Argila 1, García 1, Rivera 1                         | Narcisse 5, Joli 1, N. Karabatić 1, Abalo 8, Sorhaindo 2, Guigou 5, Porte 7 / Maqueda 2, Tomás 2, Entrerríos 4, Aguinagalde 5, Ugalde 1, Cañellas 10, Morros De Argila 1, García 1, Rivera 1                         |
|                 | 14.000 Zuschauer – Schiedsrichter: Krstić, Ljubič | | | |
| 21:00 Uhr       | Dänemark | – | Kroatien | 29:27 (13:15) |
| Tore:           | Mogensen 2, Christiansen 3, Larsen 2, Eggert Magnussen 8, Noddesbo 2, Svan 3, Lindberg 1, Toft Hansen 4, Søndergaard 2. Hansen 2 / Duvnjak 5, Kopljar 6, Vori 1, Horvat 6, Bičanić 3, Štrlek 2, Čupić 3, Sliskovic 1 | Mogensen 2, Christiansen 3, Larsen 2, Eggert Magnussen 8, Noddesbo 2, Svan 3, Lindberg 1, Toft Hansen 4, Søndergaard 2. Hansen 2 / Duvnjak 5, Kopljar 6, Vori 1, Horvat 6, Bičanić 3, Štrlek 2, Čupić 3, Sliskovic 1 | Mogensen 2, Christiansen 3, Larsen 2, Eggert Magnussen 8, Noddesbo 2, Svan 3, Lindberg 1, Toft Hansen 4, Søndergaard 2. Hansen 2 / Duvnjak 5, Kopljar 6, Vori 1, Horvat 6, Bičanić 3, Štrlek 2, Čupić 3, Sliskovic 1 | Mogensen 2, Christiansen 3, Larsen 2, Eggert Magnussen 8, Noddesbo 2, Svan 3, Lindberg 1, Toft Hansen 4, Søndergaard 2. Hansen 2 / Duvnjak 5, Kopljar 6, Vori 1, Horvat 6, Bičanić 3, Štrlek 2, Čupić 3, Sliskovic 1 |
|                 | 14.000 Zuschauer – Schiedsrichter: Geipel, Helbig | | | |

### Spiel um Platz 3
| 26. Januar 2014 | 26. Januar 2014 | 26. Januar 2014 | 26. Januar 2014 | 26. Januar 2014 |
| --------------- | --- | --- | --- | --- |
| 15:00 Uhr       | Kroatien | – | Spanien | 28:29 (13:16) |
| Tore:           | Duvnjak 8, Kopljar 1, Vori 1, Horvat 3, Buntić 5, Štrlek 3, Čupić 2, Musa 2, Sliskovic 3 / Rocas 1, Maqueda 4, Entrerríos 2, Sarmiento 2, Aguinagalde 7, Ugalde 2, Cañellas 8, Morros De Argila 1, Rivera 1, Guardiola 1 | Duvnjak 8, Kopljar 1, Vori 1, Horvat 3, Buntić 5, Štrlek 3, Čupić 2, Musa 2, Sliskovic 3 / Rocas 1, Maqueda 4, Entrerríos 2, Sarmiento 2, Aguinagalde 7, Ugalde 2, Cañellas 8, Morros De Argila 1, Rivera 1, Guardiola 1 | Duvnjak 8, Kopljar 1, Vori 1, Horvat 3, Buntić 5, Štrlek 3, Čupić 2, Musa 2, Sliskovic 3 / Rocas 1, Maqueda 4, Entrerríos 2, Sarmiento 2, Aguinagalde 7, Ugalde 2, Cañellas 8, Morros De Argila 1, Rivera 1, Guardiola 1 | Duvnjak 8, Kopljar 1, Vori 1, Horvat 3, Buntić 5, Štrlek 3, Čupić 2, Musa 2, Sliskovic 3 / Rocas 1, Maqueda 4, Entrerríos 2, Sarmiento 2, Aguinagalde 7, Ugalde 2, Cañellas 8, Morros De Argila 1, Rivera 1, Guardiola 1 |
|                 | 14.000 Zuschauer – Schiedsrichter: Nicolae Stark, Mihai Ştefan | | | |

### Endspiel um den Europameistertitel 2014
| 26. Januar 2014 | 26. Januar 2014 | 26. Januar 2014 | 26. Januar 2014 | 26. Januar 2014 |
| --------------- | --- | --- | --- | --- |
| 17:30 Uhr       | Dänemark | – | Frankreich | 32:41 (16:23) |
| Tore:           | Mogensen 2, Christiansen 2, Larsen 1, Eggert Magnussen 1, Spellerberg 2, Noddesbo 3, Lindberg 6, Toft Hansen 1, Møllgaard Jensen 4, Søndergaard 1, Hansen 9 / Narcisse 6, Nyokas 2, N. Karabatić 5, Abalo 7, Sorhaindo 2, Guigou 10, Porte 9 | Mogensen 2, Christiansen 2, Larsen 1, Eggert Magnussen 1, Spellerberg 2, Noddesbo 3, Lindberg 6, Toft Hansen 1, Møllgaard Jensen 4, Søndergaard 1, Hansen 9 / Narcisse 6, Nyokas 2, N. Karabatić 5, Abalo 7, Sorhaindo 2, Guigou 10, Porte 9 | Mogensen 2, Christiansen 2, Larsen 1, Eggert Magnussen 1, Spellerberg 2, Noddesbo 3, Lindberg 6, Toft Hansen 1, Møllgaard Jensen 4, Søndergaard 1, Hansen 9 / Narcisse 6, Nyokas 2, N. Karabatić 5, Abalo 7, Sorhaindo 2, Guigou 10, Porte 9 | Mogensen 2, Christiansen 2, Larsen 1, Eggert Magnussen 1, Spellerberg 2, Noddesbo 3, Lindberg 6, Toft Hansen 1, Møllgaard Jensen 4, Søndergaard 1, Hansen 9 / Narcisse 6, Nyokas 2, N. Karabatić 5, Abalo 7, Sorhaindo 2, Guigou 10, Porte 9 |
|                 | 14.000 Zuschauer – Schiedsrichter: Raluy López, Sabroso Ramírez | | | |

## Schiedsrichter
Von der EHF wurden für die Europameisterschaft 12 Schiedsrichterpaare nominiert.
| Land         | Bild                                                                             | Name                 | Geburts- datum | Einsätze                    | Einsätze                     | Einsätze   | Einsätze    |  |
| Land         | Bild                                                                             | Name                 | Geburts- datum | Vorrunde                    | Hauptrunde                   | Halbfinale | Finalspiele |  |
| ------------ | -------------------------------------------------------------------------------- | -------------------- | -------------- | --------------------------- | ---------------------------- | ---------- | ----------- |  |
| Land         | Bild                                                                             | Name                 | Geburts- datum | Gruppe / Spiel              | Gruppe / Spiel               | Halbfinale | Finalspiele |  |
| Dänemark     |                                                                                  | Martin Gjeding       | 17.10.1974     | C / SRB – RUS D / BLR – MNE | II / FRA – CRO               |            |             |  |
| Dänemark     | Mads Hansen                                                                      | 28.05.1977           |                | C / SRB – RUS D / BLR – MNE | II / FRA – CRO               |            |             |  |
| Deutschland  |                                                                                  | Lars Geipel          | 05.03.1975     | A / DEN – MKD C / POL – SRB | DEN – CRO                    | DEN – CRO  | DEN – CRO   |  |
| Deutschland  | Marcus Helbig                                                                    | 27.12.1971           |                | A / DEN – MKD C / POL – SRB | DEN – CRO                    | DEN – CRO  | DEN – CRO   |  |
| Frankreich   |                                                                                  | Thierry Dentz        |                | A / MKD – AUT B / NOR – ESP |                              |            |             |  |
| Frankreich   | Denis Reibel                                                                     |                      |                | A / MKD – AUT B / NOR – ESP |                              |            |             |  |
| Kroatien     |                                                                                  | Matija Gubica        |                | A / DNK – CZE B / ISL – NOR |                              |            |             |  |
| Kroatien     | Boris Milošević                                                                  |                      |                | A / DNK – CZE B / ISL – NOR |                              |            |             |  |
| Lettland     |                                                                                  | Zigmārs Stoļarovs    |                | B / HUN – NOR D / SWE – MNE | II / RUS – SWE               |            |             |  |
| Lettland     | Renārs Līcis                                                                     |                      |                | B / HUN – NOR D / SWE – MNE | II / RUS – SWE               |            |             |  |
| Mazedonien   |                                                                                  | Gjorgji Načevski     |                | C / POL – RUS D / BLR – SWE |                              |            |             |  |
| Mazedonien   | Slave Nikolov                                                                    |                      |                | C / POL – RUS D / BLR – SWE |                              |            |             |  |
| Rumänien     |                                                                                  | Bogdan Nicolae Stark |                | A / MKD – CZE D / CRO – BLR | I / AUT – ISL                |            | CRO – ESP   |  |
| Rumänien     | Romeo Mihai Ştefan                                                               |                      |                | A / MKD – CZE D / CRO – BLR | I / AUT – ISL                |            | CRO – ESP   |  |
| Serbien      |                                                                                  | Nenad Nikolić        | 10.08.1976     | A / CZE – AUT B / HUN – ISL | I / DEN – ESP                |            |             |  |
| Serbien      | Dušan Stojković                                                                  | 16.03.1979           |                | A / CZE – AUT B / HUN – ISL | I / DEN – ESP                |            |             |  |
| Slowenien    |                                                                                  | Nenad Krstić         | 14.07.1967     | C / POL – FRA               | I / DEN – HUN II / POL – BEL | FRA – ESP  |             |  |
| Slowenien    | Peter Ljubič                                                                     | 15.04.1968           |                | C / POL – FRA               | I / DEN – HUN II / POL – BEL | FRA – ESP  |             |  |
| Spanien      |                                                                                  | Óscar Raluy López    |                | C / RUS – SRB D / CRO – SWE |                              |            | DEN – FRA   |  |
| Spanien      | Ángel Sabroso Ramírez                                                            |                      |                | C / RUS – SRB D / CRO – SWE |                              |            | DEN – FRA   |  |
| Tschechien   |                                                                                  | Václav Horáček       | 30.01.1978     | C / FRA – RUS D / MNE – CRO | I / MKD – ISL                |            |             |  |
| Tschechien   | Jiří Novotný                                                                     | 25.09.1979           |                | C / FRA – RUS D / MNE – CRO | I / MKD – ISL                |            |             |  |
| Belarus      |                                                                                  | Andrej Husko         |                | A / AUT – DEN B / ESP – ISL | I / MKD – HUN I / AUT – ESP  |            |             |  |
| Belarus      | Sjarhej Repkin                                                                   |                      |                | A / AUT – DEN B / ESP – ISL | I / MKD – HUN I / AUT – ESP  |            |             |  |
| Reserveteams |                                                                                  |                      |                |                             |                              |            |             |  |
| Frankreich   |                                                                                  | Nordine Lazaar       | 19.09.1976     | B / ESP – HUN               |                              |            |             |  |
| Frankreich   | Laurent Reveret                                                                  | 25.06.1976           |                | B / ESP – HUN               |                              |            |             |  |
|              | Anmerkung: der erstgenannte Schiedsrichter steht links, der zweitgenannte rechts |                      |                |                             |                              |            |             |  |

## Abschlussplatzierungen
Die besten drei Mannschaften der EM 2014 qualifizierten sich direkt für die Handball-Weltmeisterschaft 2015. Da Spanien bereits als Weltmeister qualifiziert ist, nimmt auch der Vierte an der WM 2015 teil.
| Platz | Team           | Spiele | S | U | N | Tore    | Tordiff. | Anmerkung                         |
| ----- | -------------- | ------ | - | - | - | ------- | -------- | --------------------------------- |
| 01.   | Frankreich     | 8      | 7 | 0 | 1 | 259:227 | +30      |                                   |
| 02.   | Dänemark       | 8      | 7 | 0 | 1 | 247:222 | +25      |                                   |
| 03.   | Spanien        | 8      | 6 | 0 | 2 | 239:218 | +21      |                                   |
| 04.   | Kroatien       | 8      | 5 | 0 | 3 | 229:206 | +23      |                                   |
|       |                |        |   |   |   |         |          |                                   |
| 05.   | Island         | 7      | 4 | 1 | 2 | 199:199 | 0        | Spiel um Platz 5                  |
| 06.   | Polen          | 7      | 3 | 0 | 4 | 191:184 | +07      | Spiel um Platz 5                  |
|       |                |        |   |   |   |         |          |                                   |
| 07.   | Schweden       | 6      | 3 | 0 | 3 | 166:158 | +08      | nach der Hauptrunde ausgeschieden |
| 08.   | Ungarn         | 6      | 1 | 2 | 3 | 159:165 | −06      | nach der Hauptrunde ausgeschieden |
| 09.   | Russland       | 6      | 2 | 0 | 4 | 168:179 | −11      | nach der Hauptrunde ausgeschieden |
| 10.   | Nordmazedonien | 6      | 1 | 1 | 4 | 141:167 | −26      | nach der Hauptrunde ausgeschieden |
| 11.   | Österreich     | 6      | 2 | 0 | 4 | 159:160 | −01      | nach der Hauptrunde ausgeschieden |
| 12.   | Belarus        | 6      | 1 | 0 | 5 | 166:195 | −29      | nach der Hauptrunde ausgeschieden |
|       |                |        |   |   |   |         |          |                                   |
| 13.   | Serbien        | 3      | 1 | 0 | 2 | 073:077 | −04      | nach der Vorrunde ausgeschieden   |
| 14.   | Norwegen       | 3      | 0 | 1 | 2 | 077:084 | −07      | nach der Vorrunde ausgeschieden   |
| 15.   | Tschechien     | 3      | 0 | 1 | 2 | 073:087 | −14      | nach der Vorrunde ausgeschieden   |
| 16.   | Montenegro     | 3      | 0 | 0 | 3 | 066:084 | −18      | nach der Vorrunde ausgeschieden   |

## Torschützentabelle

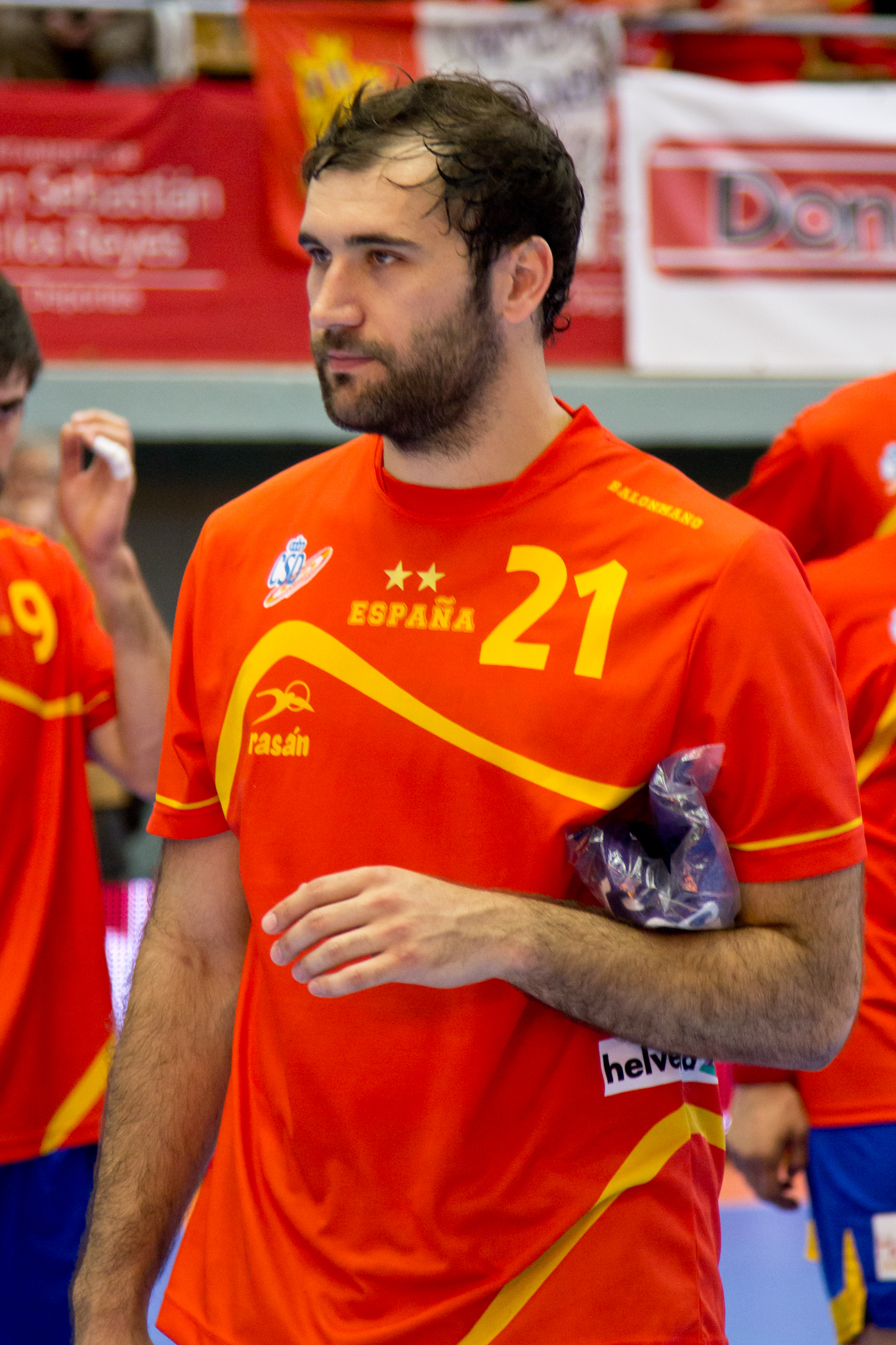
Joan Cañellas, der Torschützenkönig der EM 2014.

Mit 50 Toren wurde der Spanier Joan Cañellas Torschützenkönig.
Endstand nach dem Finale am 26. Januar 2014
| Rang | Name                    | Land       | Spiele | Tore | Würfe | Effizienz |
| ---- | ----------------------- | ---------- | ------ | ---- | ----- | --------- |
| 1    | Joan Cañellas           | Spanien    | 8      | 50   | 64    | 78 %      |
| 2    | Guðjón Valur Sigurðsson | Island     | 7      | 44   | 60    | 73 %      |
| 3    | Mikkel Hansen           | Dänemark   | 8      | 39   | 60    | 65 %      |
| 4    | Kiril Lazarov           | Mazedonien | 6      | 38   | 74    | 51 %      |
| 5    | Domagoj Duvnjak         | Kroatien   | 8      | 36   | 64    | 56 %      |
| 5    | Michaël Guigou          | Frankreich | 8      | 36   | 48    | 75 %      |
| 7    | Siarhei Rutenka         | Belarus    | 6      | 34   | 62    | 55 %      |
| 8    | Zlatko Horvat           | Kroatien   | 8      | 33   | 45    | 73 %      |
| 9    | Nikola Karabatić        | Frankreich | 8      | 32   | 51    | 63 %      |
| 10   | Luc Abalo               | Frankreich | 8      | 31   | 43    | 72 %      |
| 10   | Krzysztof Lijewski      | Polen      | 7      | 31   | 54    | 54 %      |
| 10   | Víctor Tomás            | Spanien    | 8      | 31   | 45    | 69 %      |

## All-Star-Team
Vor dem Endspiel wurden die nachfolgenden Spieler für ihre Leistungen ausgezeichnet und in das All-Star-Team gewählt.

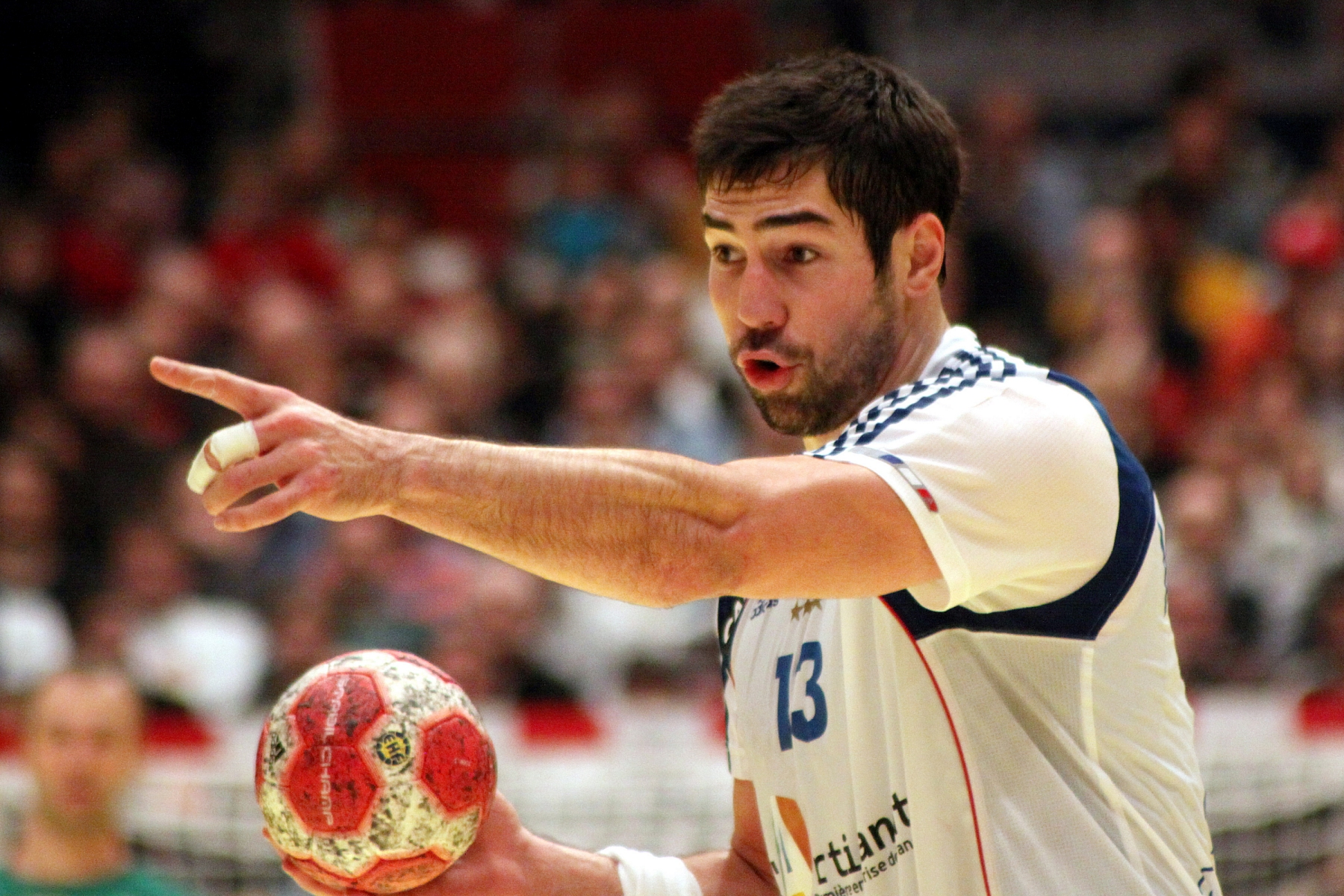
Nikola Karabatić, wertvollster Spieler der EM 2014

| Position                    | Name                    | Land       |
| --------------------------- | ----------------------- | ---------- |
| Tor:                        | Niklas Landin Jacobsen  | Dänemark   |
| Linksaußen:                 | Guðjón Valur Sigurðsson | Island     |
| Rückraum links:             | Mikkel Hansen           | Dänemark   |
| Rückraum Mitte:             | Domagoj Duvnjak         | Kroatien   |
| Rückraum rechts:            | Krzysztof Lijewski      | Polen      |
| Rechtsaußen:                | Luc Abalo               | Frankreich |
| Kreis:                      | Julen Aguinagalde       | Spanien    |
| Bester Abwehrspieler:       | Tobias Karlsson         | Schweden   |
| Wertvollster Spieler (MVP): | Nikola Karabatić        | Frankreich |

## Fernsehübertragung
Sport 1 hat 22 Spiele live gesendet. Täglich wurden zwei Begegnungen übertragen, darunter natürlich auch die Halbfinal-Spiele am 24. Januar und das Finale der Handball-EM 2014 am 26. Januar. Der Online-TV-Dienst Zattoo hat alle Spiele gezeigt.